# Czerwony skorpion
Czerwony skorpion (ang. Red Scorpion) – amerykański film fabularny o wojenno-sensacyjnej fabule z 1989 roku. Główną rolę w filmie odegrał Dolph Lundgren. Film doczekał się też sequela – Czerwonego skorpiona 2 (1994).
Fabuła skupia się na Nikolaiu Raczenko, rosyjskim agencie KGB służącym w Afryce.

## Box office
| USA | US$ 4,192,440 |

Film, dziś uznawany za sztandarową produkcję amerykańskiego kina akcji lat osiemdziesiątych, nie spotkał się wszak z sukcesem kasowym. Łączne zyski z wyświetlania go w rodzimych Stanach Zjednoczonych przekroczyły cztery miliony dolarów, z czego niemal połowa zainkasowana została podczas pierwszego weekendu wyświetlania filmu.